# Metodi Andonov
Metodi Andonov (in bulgaro Методи Андонов?; Kalište, 16 marzo 1932 – Sofia, 12 aprile 1974) è stato un regista bulgaro.
È ricordato soprattutto per aver diretto uno dei film più popolari del suo paese, Il corno di capra.

## Filmografia
- Bjalata staja (1968)
- Njama ništo po-hubavo ot lošoto vreme (1971)
- Il corno di capra (Kozijat rog) (1972)
- Goljamata skuka (1973)